# Championnat d'Irak de football 1974-1975
Navigation
Saison suivante
La saison 1974-1975 du Championnat d'Irak de football est la toute première édition de la première division en Irak, l' Iraqi Premier League. Elle regroupe, sous forme d'une poule unique, les dix meilleures équipes du pays qui se rencontrent deux fois, à domicile et à l'extérieur. En fin de saison, pour permettre le passage du championnat de 10 à 13 clubs, le dernier du classement est relégué et remplacé par les quatre meilleurs clubs de Second League, la deuxième division irakienne.
C'est le club d'Al Tayaran Bagdad qui remporte le championnat cette saison après avoir terminé en tête du classement final, avec un seul point d'avance sur Al-Naqil et trois sur Al-Muwasalat. C'est le premier titre de champion d'Irak de l'histoire du club.

## Les clubs participants
| - Al Tayaran Bagdad - Al-Naqil - Al-Muwasalat - Al Sina'a Bagdad - Al Shorta Bagdad | - Samawa FC - Al-Baladiyat - Al Jaish Bagdad - Bebel FC - Rafidain FC |

## Compétition
Le barème de points servant à établir les classements se décompose ainsi :
- Victoire : 2 points
- Match nul : 1 point
- Défaite : 0 point

### Classement
| Rang | Équipe            | Pts | J  | G | N | P | Bp | Bc | Diff |
| ---- | ----------------- | --- | -- | - | - | - | -- | -- | ---- |
| 1    | Al Tayaran Bagdad | 30  | 18 |   |   |   |    |    |      |
| 2    | Al-Naqil          | 29  | 18 |   |   |   |    |    |      |
| 3    | Al-Muwasalat      | 27  | 18 |   |   |   |    |    |      |
| 4    | Al Sina'a Bagdad  | 25  | 18 |   |   |   |    |    |      |
| 5    | Al Shorta Bagdad  | 20  | 18 |   |   |   |    |    |      |
| 6    | Samawa FC         | 16  | 18 |   |   |   |    |    |      |
| 7    | Al-Baladiyat      | 15  | 18 |   |   |   |    |    |      |
| 8    | Al Jaish Bagdad   | 10  | 18 |   |   |   |    |    |      |
| 9    | Babel FC          | 6   | 18 |   |   |   |    |    |      |
| 10   | Rafidain FC       | 3   | 18 |   |   |   |    |    |      |

|  | Champion d'Irak 1975                    |
|  | Relégation directe en deuxième division |
|  | T : Tenant du titre P : Promu de D2     |

- Al-Naqil se retire du championnat à l'issue de la saison pour des raisons financières.
- Al-Muwasalat est dissous à l'issue de la saison.

## Bilan de la saison
| Championnat d'Irak de football 1974-1975 |                                                                         |
| Champion                                 | Al Tayaran Bagdad (1er titre)                                           |
| Coupes et trophées                       |                                                                         |
| Vainqueur de la Coupe d'Irak 1974-1975   | Non disputée                                                            |
| Promotions et relégations                |                                                                         |
| Promus en Iraqi Premier League           | Al-Zawra'a SC Al-Jama'a Al-Iktisad Al-Hilla Diyala FC Al Mina'a Bassora |
| Relégués en Iraqi Second League          | Rafidain FC                                                             |
| Relégués en Iraqi Second League          | Al-Naqil (retrait)                                                      |
| Relégués en Iraqi Second League          | Al-Muwasalat (disparition)                                              |